# Баймурзинська сільська рада
Байму́рзинська сільська рада (рос. Баймурзинский сельский совет) — муніципальне утворення у складі Мішкинського району Башкортостану, Росія. Адміністративний центр — присілок Баймурзино.

## Населення
Населення — 1418 осіб (2019, 1676 в 2010, 1810 в 2002).

## Склад
До складу поселення входять такі населені пункти:
| Населений пункт          | Населення, осіб (2002) | Населення, осіб (2010) |
| ------------------------ | ---------------------- | ---------------------- |
| Баймурзино, присілок     | 579                    | 587                    |
| Іліково, присілок        | 210                    | 156                    |
| Ішимово, присілок        | 215                    | 193                    |
| Кизил-Юл, присілок       | 26                     | 25                     |
| Левіцький, присілок      | 47                     | 24                     |
| Лепьошкино, присілок     | 297                    | 299                    |
| Новокільметово, присілок | 179                    | 151                    |
| Тігірменево, присілок    | 257                    | 241                    |